# Oropo
Oropo (en griego: Ωρωπός, Oropós; en latín: Oropus) es una localidad y municipio  del Ática Oriental, en Grecia. En 2011, el municipio de Oropo tenía una población de 33 769 habitantes; la unidad municipal de Oropo tenía 9223 y la comunidad local de Oropo contaba con 1504.
La ciudad está en la desembocadura del río Asopo, en la costa situada enfrente de la isla de Eubea. Desde la antigüedad ha tenido un puerto, en el estrecho de Euripo, en el territorio de Feri, enfrente de la localidad eubea de Eretria. El puerto se llama Delfinio.

## En la antigüedad
Era una ciudad limítrofe entre las regiones de Beocia y Ática, y capital del distrito de Oropia. Su territorio fue una continua causa de disputas entre ambas regiones.
La ciudad tuvo su origen en una colonia de Eretria, pero antes de la guerra del Peloponeso era posesión de los atenienses. La conservaron hasta el 412 a. C., cuando fue conquistada por los beocios. La ciudad se rebeló en 402 a. C. y los beocios la trasladaron a un nuevo emplazamiento más apartado de la costa. En los siguientes sesenta años cambió a menudo de manos entre beocios y atenienses. 
Después de la Batalla de Queronea, Filipo II de Macedonia la entregó a Atenas. En el 329/8 a. C. los atenienses instituyeron la festividad de las grandes Anfiareas, que se celebraban cada cuatro años, donde se realizaban competiciones atléticas y musicales. En 318 a. C. logró la independencia, pero en 312 a. C. pasó a Casandro. Ptolomeo, general de Antígono, expulsó a la guarnición macedonia y entregó la ciudad a Tebas, a la que perteneció durante unos cien años. En época de Pausanias (siglo II d. C.) pertenecía a Atenas.
Tucídides menciona que Oropo controlaba un territorio llamado «Graica», que algunos han relacionado con el topónimo de Grea (Γραῖα) citado por Homero en la Ilíada.
Oropo está ligado al famoso santuario de Anfiarao, con su oráculo propio que estaba situado a una distancia de doce estadios al norte. El yacimiento arqueológico fue excavado por la Sociedad Arqueológica de Atenas. Contenía un templo, una fuente sagrada, en la cual eran arrojadas monedas por los fieles, altares y pórticos, un pequeño teatro cuyo proscenio está bien conservado. Los fieles utilizaban para consultar el oráculo de Anfiarao la piel de un carnero sacrificado sobre la cual dormían dentro del edificio sagrado.